# Bob Summers
Pour les articles homonymes, voir Summers.
Bob Summers est un compositeur américain de musiques de films. Également connu sous le nom de Robert Summers.

## Filmographie
- 1967 : Teenage Rebellion
- 1967 : It's a Bikini World
- 1976 : Grand Jury
- 1976 : Elmer
- 1976 : Adventures of Frontier Fremont
- 1976 : The Amazing World of Psychic Phenomena
- 1976 : Guardian of the Wilderness
- 1977 : La Légende d'Adams et de l'ours Benjamin ("The Life and Times of Grizzly Adams") (série TV)
- 1977 : The Lincoln Conspiracy (en)
- 1977 : Le Dernier des Mohicans (Last of the Mohicans) (TV)
- 1977 : Incredible Rocky Mountain Race (TV)
- 1978 : Beyond and Back
- 1978 : Donner Pass: The Road to Survival (TV)
- 1978 : Greatest Heroes of the Bible (feuilleton TV)
- 1978 : The Deerslayer (film, 19787) (TV)
- 1979 : Charlie and the Talking Buzzard
- 1979 : In Search of Historic Jesus
- 1979 : Beyond Death's Door
- 1979 : Guyana, la secte de l'enfer (Guyana: Crime of the Century)
- 1980 : The Legend of Sleepy Hollow (TV)
- 1981 : Earthbound
- 1981 : The Adventures of Nellie Bly (TV)
- 1981 : The Adventures of Huckleberry Finn (TV)
- 1982 : The Boogens
- 1982 : The Fall of the House of Usher (TV)
- 1982 : Born to the Wind (série TV)
- 1983 : Uncommon Valor (TV)
- 1983 : Nuit noire (One Dark Night)
- 1984 : In Search of a Golden Sky
- 1985 : The Annihilators
- 1986 : The Malibu Bikini Shop
- 1987 : Body Count (en)
- 1988 : Rock-A-Die Baby
- 1990 : Murder by Numbers
- 1991 : Twenty Dollar Star
- 1991 : Goin' to Chicago
- 1991 : Frame Up
- 1991 : Death Falls
- 1993 : The Incredible Discovery of Noah's Ark (TV)
- 1996 : Cover up (Frame-Up II: The Cover-Up)

## Dans la culture populaire
Bob Summers est représenté dans le 2e episode de la saison 12 de la serie américaine South Park intitulé Le nouveau look de britney[réf. souhaitée].